# 青森県庁舎
青森県庁舎（あおもりけんちょうしゃ）は青森県の政治を司る県庁が入る庁舎である。青森市長島1丁目1番1号（一部建物は、青森市新町）に所在する。

## 概要
県庁舎は旧弘前藩の青森御仮屋跡（1671年設置）に建てられた。戦災を受ける前は老松、土塁、堀跡が残っていたが、面影はまったくなくなった。県庁の玄関近くに「御仮屋跡」の碑がある。
現庁舎は谷口吉郎の設計により1960年12月に竣工した。耐震性の問題から国・都道府県の庁舎としては初めて「減築」工事が行われた。

### 耐震・長寿命化改修事業
- 2011年の耐震診断で「震度6強以上で倒壊の危険性がある」と診断された。建て替えには180億円以上掛かるとの見積もりからそれを見送り、半分程の約90億円で済む「減築」による耐震強化工事を行うことにした。日建設計の設計により2016年5月より開始。本庁舎の7・8階の全てと6階の殆どを取り除き、2018年に完了[3]。
- 減築工事に伴う改装で冷房設備が導入されるまで、本庁舎の大部分の執務室には冷房設備が無かった[4]。同じく建て替え前の旧本庁舎に冷房がなかった青森市とともに、クールビズ（2005年に提唱）を早い時期（いつ?）から実施した経緯がある。

## 沿革

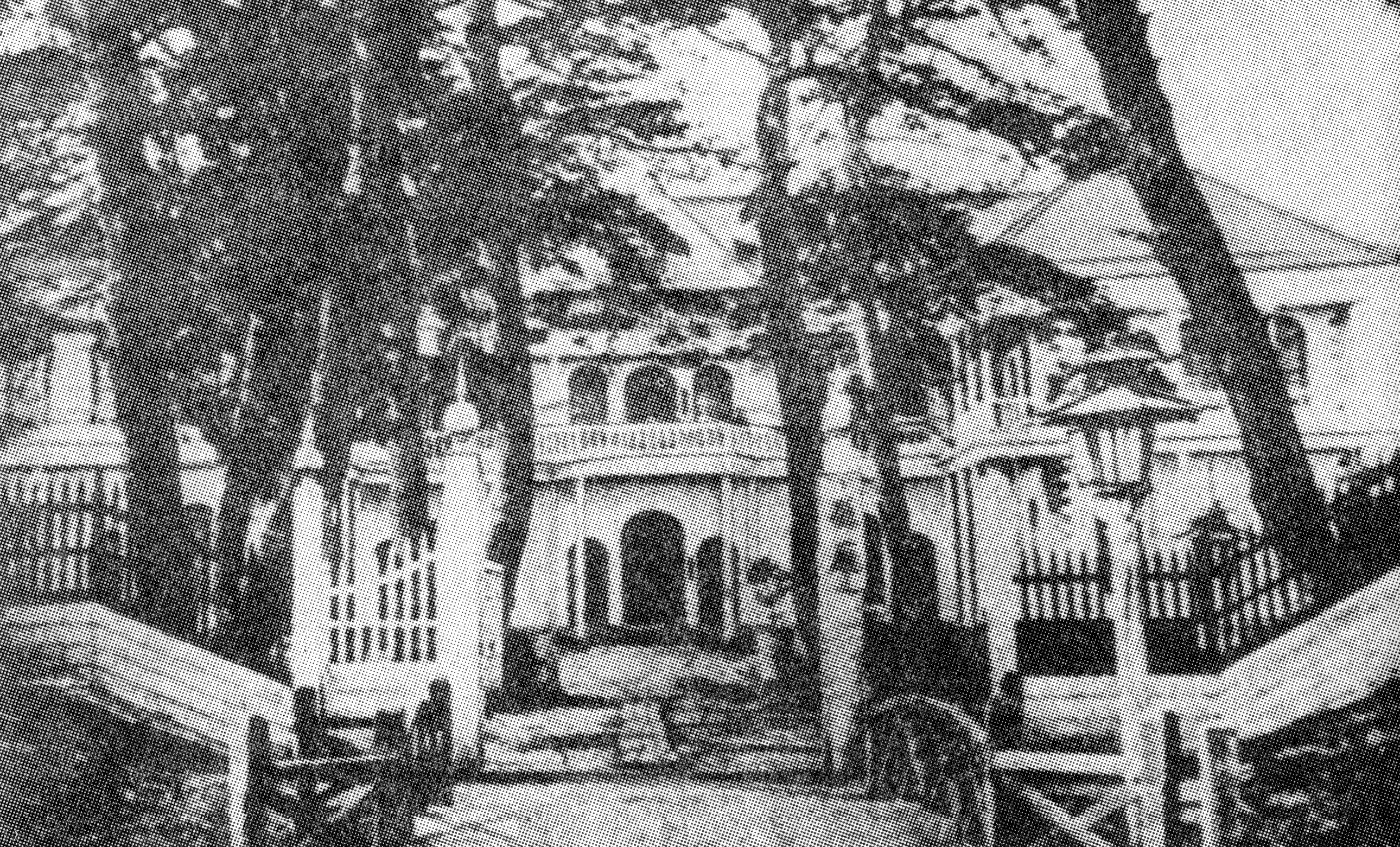
1882年竣工の青森県庁舎

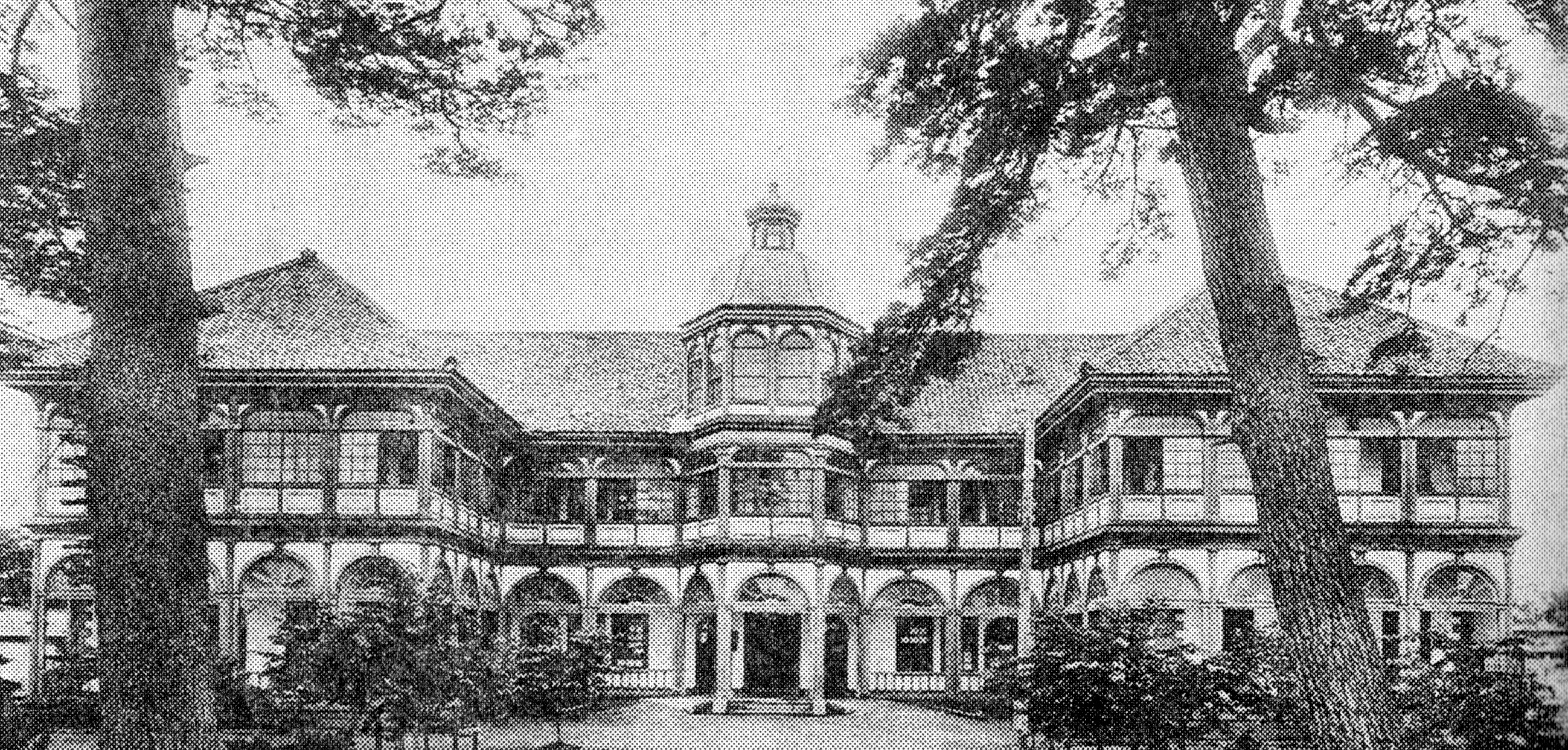
1908年の改造後の青森県庁舎

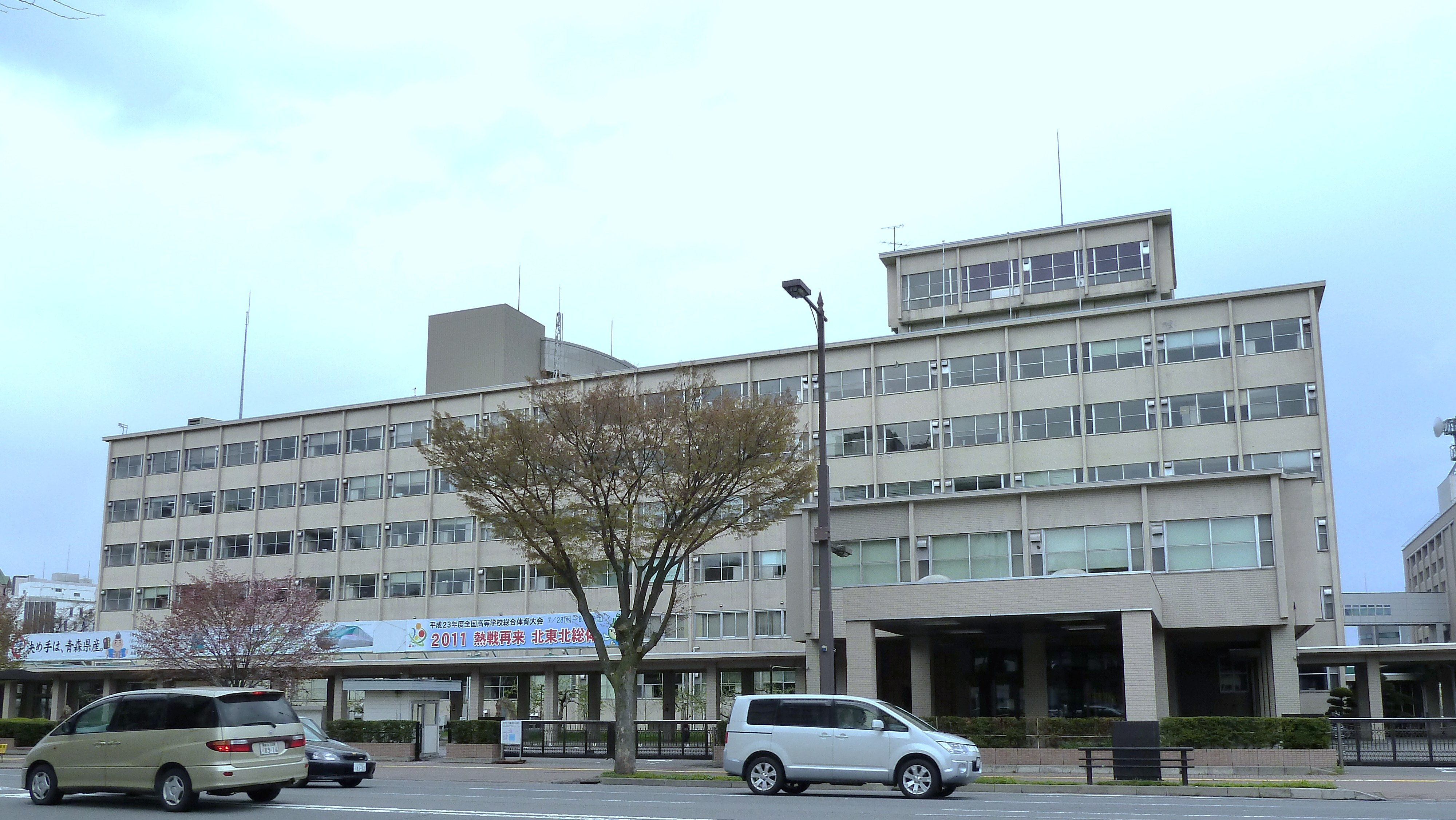
減築工事着工前の県庁舎（2011年5月）

- 1871年（明治4年）12月1日 - 青森県庁が旧弘前藩御仮屋に開庁。
- 1882年（明治15年）1月4日 - 洋風の青森県庁舎落成。
- 1945年（昭和20年）
  - 7月28日 - 青森空襲で市内のほぼ全域被災。県庁舎焼失。
  - 12月1日 - 仮庁舎を青森市大字大野字長島177番地ノ6号に移転[5]。
- 1946年（昭和21年）11月24日 - バラック県庁全焼。戦災を免れた県立図書館も類焼（蔵書6万冊焼失）。
- 1948年（昭和23年）1月20日 - 青森県庁仮庁舎竣工。
- 1961年（昭和36年）1月22日 - 青森県庁新築落成。
- 2016年（平成28年）5月 - 減築工事着工。
- 2018年（平成30年）12月 - 減築工事竣工。

## 周辺施設
- 国道4号終点（国道7号終点・国道45号終点・国道101号起点）
- 青森市民美術館
- 青森地域広域事務組合消防本部・中央消防署
- 青森市役所
- 青い森公園
- 青森合同庁舎、青森第二合同庁舎
- 青森県共同ビル
- 青森地方裁判所、青森法務合同庁舎
- 日本銀行青森支店
- ラ・プラス青い森
- 青森県観光物産館アスパム
- さくら野百貨店青森店

## その他
- 本庁舎南棟にはかつて展望台があった（現在は会議室として利用）
- 北棟屋上は非常用のヘリポートとなっている。